# Lee Young-ah
Lee Young-ah (* 23. Oktober 1984 in Gumi) ist eine südkoreanische Schauspielerin.

## Leben
Lee Young-ah  wurde im Oktober 1984 in Gumi geboren. Im Jahr 2005 hatte sie ihre ersten Fernsehauftritte in verschiedenen Fernsehserien. 2011–2012 spielte sie die Hauptrolle der Yoo Jung-in in der südkoreanischen Fernsehserie Vampire Prosecutor.  2013 übernahm sie eine Hauptrolle in der 10-teiligen Dramaserie Unemployed Romance. Neben ihren Auftritten in Film und Fernsehen ist Lee Young-ah auch als Model tätig.

## Filmografie
- 2008: Iljimae (Fernsehserie)
- 2008: Special Agent Lee (다찌마와 리: 악인이여 지옥행 급행열차를 타라 Dachimawa Lee: Aginiyeo Jiokaeng Geupaengyeolcha-reul Tara)
- 2010: Je-bbang-wang Kim-tak-goo (Fernsehserie)
- 2011–2012: Vampire Prosecutor
- 2012: The King’s Dream (Fernsehserie)
- 2013: Unemployed Romance (Fernsehserie)